# Tamer Hosny
Tamer Hosny (arabiska تامر حسني), född 16 augusti 1977 i Kairo i Egypten, är en egyptisk sångare, skådespelare och tonsättare. Tamer Hosny och Hans bror äger  T&H production. 

## Diskografi
- Free Mix 2000 (2000)
- Free Mix 3 (2002)
- Hob (2004)
- Free Mix 4 (2005)
- 3enaya Bet7ebak (2006)
- Ya Bent El-Eih (2007)
- ElGana Fi Byotna (2007)
- Arrab Kaman (2008)
- Ha'esh Hayaty (2009)
- e5tart sa7  (2010)
- Elly Gay A7la (2011)
- Ba7ebak Enta (2013)
- 180° (2014)
- 3mry Ebtada (2016)
- 3esh Beso2k (2018)

## Filmografi
- Halet Hob (2004)
- Sayed El Atefy (2005)
- Omar W Salma (2007)
- Captain Hima (2008)
- Omar W Salma 2 (2009)
- Noor Eieny (2010)
- Omar W Salma 3 (2012)
- Ahwak (2015)
- Tesbah 3la 5eer (2017)
- El-Badla (2018)
- The Money (2019)

## TV
- Adam (2011)
- Fark Tawkit (2014)